# Лада (футбольный клуб, Черновцы)
«Лада» (укр. «Лада») — украинский футбольный клуб из города Черновцы, основан в 1990 году. В сезоне 1994/95 получил профессиональный статус и выступал в Третьей лиге Украины. Долгое время был регулярным участником любительских соревнований, как областных так и всеукраинских. Также неоднократно принимал участие в кубке Украины. Неофициально считался фарм-клубом черновицкой «Буковины».

## История
Футбольный клуб «Лада» был создан на рубеже 80-х — 90-х годов XX века и представлял предприятие «Лада Автосервис». В 1991—1993 годах был чемпионом Черновицкой области.
В сезоне 1992/93 клуб дебютировал в розыгрыше Кубка Украины и любительском чемпионате Украины, где занял 3 место. В следующем сезоне был вторым в своей группе, чем получил право выступать на профессиональном уровне. Клуб практически стал фарм-клубом черновицкой «Буковины».
В 1994 году клуб стартовал в третьей лиге чемпионата Украины. Однако после первого круга главный спонсор «Лада Автосервис» прекратил финансирование, и клуб вынужден был прекратить дальнейшие выступления.

## Достижения
Любительский чемпионат Украины
- Серебряный призер (1): 1993/94
- Бронзовый призер (1): 1992/93

Чемпионат Черновицкой области
- Чемпион (3): 1991, 1992, 1993

## Статистика выступлений[1]
| Сезон   | Лига | Лига                                  | Лига  | Лига | Лига | Лига | Лига  | Лига | Лига | Лига | Кубок Украины | Примечания                     |
| Сезон   | У    | Дивизион                              | Место | И    | В    | Н    | П     | МЗ   | МП   | О    | Кубок Украины | Примечания                     |
| ------- | ---- | ------------------------------------- | ----- | ---- | ---- | ---- | ----- | ---- | ---- | ---- | ------------- | ------------------------------ |
| 1992/93 | V    | Любительский чемпионат Украины Зона 1 | 3     | 24   | 15   | 2    | 7     | 43   | 24   | 32   | 1/32 финала   |                                |
| 1993/94 | V    | Любительский чемпионат Украины Зона 1 | 2     | 26   | 17   | 5    | 4     | 47   | 17   | 39   |               |                                |
| 1994/95 | IV   | Третья лига                           | 20    | 21   | 7    | 5    | 9(30) | 21   | 32   | 26   | 1/64 финала   | Команда снялась с соревнований |